# Lokerse paardenworsten (Urbanus)
 Lokerse paardenworsten is de naam van het 133e album uit de reeks van De avonturen van Urbanus en verscheen in 2009 in België. Het stripverhaal werd getekend door Willy Linthout die het samen met Urbanus heeft geschreven.

## Verhaal
Er woedt een hevige oorlog in de Daknamse Bossen, de vliegen worden er in groten getale afgeslacht. Amedee kan het niet meer aanzien en trekt ten strijde! Intussen krijgt Cesar een enorme milieuboete en moet de familie Urbanus Tollembeek ontvluchten. Ze komen terecht bij de primitieve stam der Lokeraars...